# Claus Anshof
Claus Anshof (* 30. Juni 1934 in Gleiwitz) ist ein deutscher Pädagoge und Historiker. 
Er leitete das Werner-Heisenberg-Gymnasium Göppingen, das 1968 als „Gymnasium im Aufbau“ gegründet wurde, von 1968 bis 1996. Daneben engagierte er sich als Gemeinde- und Kreisrat und war langjähriger Vorsitzender der Staufer-Gesellschaft. Nach seiner Pensionierung widmet er sich vor allem der Heimatforschung und schrieb mehrere Veröffentlichungen über seine Heimatgemeinde Gammelshausen und die Nachbargemeinden Bad Boll und Dürnau. 2009 erhielt er für sein vielfältiges Engagement das Verdienstkreuz 1. Klasse des Verdienstordens der Bundesrepublik. 

## Beruflicher Werdegang
Nach dem Abitur in Königstein i. T. studierte Claus Anshof in Tübingen und Mainz die Fächer Deutsch, Englisch und Geschichte. Nach Unterrichtstätigkeit in Feuerbach und Kornwestheim wurde er mit 34 Jahren mit der Aufgabe betraut, das Progymnasium im Aufbau Göppingen-Holzheim, das dann unter seiner Leitung zum Werner-Heisenberg-Gymnasium wurde, zu leiten. Mit sieben Lehrkräften in provisorischen Räumen beginnend, bewies er organisatorisches Geschick, Durchsetzungsvermögen und Kompromissbereitschaft. 1969 zog er mit seiner Familie nach Gammelshausen.

## Ehrenamtliche Tätigkeiten
Claus Anshof war von 1972 bis 1984 für die CDU als Mitglied im Kreistag. Im Gemeinderat von Gammelshausen war er 1971 bis 1998. 1991 bis 2004 führte er den Vorsitz der Gesellschaft für staufische Geschichte. Nach seiner Pensionierung 1996 widmete er sich vor allem der Heimatforschung und vermittelte sein Wissen in Vorträgen und Veröffentlichungen. Er schrieb unter anderem ein historisches Theaterspiel „Frau Berta auf dem Bollen“ über Berta von Boll.

## Ehrungen
Unter den Ehrungen, die Claus Anshof erhielt, sind die Verdienstmedaille der Gemeinde Gammelshausen (1986), das Bundesverdienstkreuz (1994), die Bürgermedaille Göppingen (2004) und das Bundesverdienstkreuz 1. Klasse (2009). „Claus Anshof ist ein engagierter Erforscher der Geschichte des Staufergeschlechts. Als Autor, Referent und Förderer hat er sich in unzählige Projekte eingebracht und sich dabei insbesondere um die Vermittlung historischer Zusammenhänge an ein interessiertes Laienpublikum verdient gemacht. Ein besonderes Anliegen war ihm dabei stets, auch die Jugendlichen für Geschichte und deren Erforschung zu begeistern“ (Staatssekretär D. Dietrich Birk MdL Baden-Württemberg bei der Verleihung am 23. Juni 2009 Rede 118/2009). 

## Werke
- Beiträge für Veröffentlichungen der Gesellschaft für staufische Geschichte.
- Mehrere Broschüren, unter anderem „Claus Anshof zum Abschied“, Herausgeber Werner-Heisenberg-Gymnasium Göppingen, 1996.
- Drei Kirchen, zwei Gemeinden, Dürnau – Gammelshausen, 2006
- Dürnau – Gammelshausen, zehn Stationen der lokalen Kirchengeschichte, (Was so nicht im Kirchenführer steht), 2006.